# نيشان نجمة غانا
نيشان نجمة غانا هو ثاني أعلى جائزة تمنحها حكومة غانا لأي فرد ساعد في قضية البلد بطريقة أو بأخرى. يتم تكريم الحاصلين على هذه الجائزة في حفل رسمي برئاسة رئيس الجمهورية.

## الدرجات
هذه درجات الوسام.
- رفيق (CSG) - الشعبة الفخرية، القسم المدني.
- موظف (OSG) - الشعبة الفخرية، الشعبة المدنية، الشعبة العسكرية.
- عضو (MSG) - الشعبة الفخرية، القسم المدني، القسم العسكري، قسم الشرطة.

## الشارة
الشريط ثلاثي الألوان (أخضر، أصفر، أحمر).
الشارة عبارة عن نجمة بسبع نقاط سميكة يتوسطها نسر ونجمة خماسية.

## الحاصلون على النيشان
- Joseph Hanson Kwabena Nketia (2000) [2]
- إليزابيث الثانية (2007) (فخري)
- تشارلز الثالث (2018) (فخري)
- الرائد Seth Anthony (2006)
- نانا أكوفو أدو (2008) [3]
- Otumfuo Osei Tutu II  [لغات أخرى]‏ (2008) [3]
- Alhaji Aliu Mahama (2008) [3]
- البرفسور جون أتا ميلز (2008) [3]
- الدكتور Kwadwo Afari-Gyan (2015) [3]
- مايك أدينوجا (2016) [4]
- الحسن واتارا (2017) [5] (فخري)
- محمد السادس بن الحسن (2017)[6]
- صن باوهونغ (2017) [7] (فخري)
- جورجو نابوليتانو (2006) فخري (رئيس إيطاليا 2006–2015)
- بياتريكس ملكة هولندا (2008) فخري
- إيبوي وانياما (2016)
- باكايو وانياما (2021)
- بيبي وانياما (2022)